# دائرة الأرشيف والتوثيق الوطنية الكينية
دائرة الأرشيف والتوثيق الوطنية الكينية هي دائرة تقع على حافة منطقة الأعمال المركزية في وسط مدينة نيروبي على طول شارع موي بجوار فندق أمباسادور. تطل الأرشيفات على فندق هيلتون التاريخي، بينما يقع شارع توم مبويا على الجانب الخلفي. تأسست عام 1965 في مبنى كان يضم في البداية البنك التجاري الكيني، يحتوي على 40000 مجلد. تأسست بموجب قانون صادر عن برلمان كينيا عام 1965 ووضعت تحت إشراف مكتب نائب الرئيس ووزير الداخلية، وهي تتبع حاليًا مكتب نائب الرئيس ووزارة الدولة للتراث الوطني والثقافة. يضم مبنى الأرشيف الوطني الكيني أيضًا معرض مورومبي الذي يحتوي على قطع أثرية أفريقية جُمعت في القرن التاسع عشر.

## معرض مورومبي
يقع المعرض في الطابق الأرضي من مبنى الأرشيف الوطني الكيني، وقد سُمي تيمنًا بجوزيف مورومبي، نائب الرئيس الثاني لكينيا، وهو حاليًا أكبر معرض فني أفريقي شامل في أفريقيا، ويضم مجموعات فنية قديمة من مختلف المناطق والمجتمعات الأفريقية.
خوفًا من أن يبيع مورومبي مجموعاته إلى مشترٍ أجنبي، نشر مدير الأرشيف الأسود الأول آنذاك الدكتور ماينا ديفيد كاجومبي إعلانًا في الجريدة الرسمية في مارس 1976 يمنع أي شخص بما في ذلك مورومبي، من بيع أي عناصر يعتبرها المدير آثارًا ذات قيمة ثقافية طبيعية. لكن أُرغم مورومبي على بيع مجموعته ومنزل موثايغا للحكومة الكينية، وتم الحصول على القطع الأثرية المجمعة من قبل حكومة كينيا بعد الاتفاق على اتفاقية امتياز مع جوزيف مورومبي، الذي رفض في البداية العديد من العروض الضخمة لشراء مجموعاته من قبل مقدمي عروض من الخارج.